# Spissvärta
Spissvärta är ett skyddande medel som används för att svärta järnkaminer och vedspisar. Spissvärta används även på elektriska spisar med gjutjärnsplattor. Skyddar spisen från att rosta när man värmer den. Finns flera fabrikat på marknaden med varierande innehåll, traditionell spissvärta baseras på linolja. 